# Hedvigskören
Hedvigskören, eller Hedvigs kyrkokör som den tidigare kallades, var en blandad kör som bildades i Hedvigs kyrka i Norrköping 1894 efter tillkomsten av 1894 års kyrkohandbok. Det var först då som körsången fick en plats i gudstjänstordningen.
Det var musikdirektör Knut Dahlström som tog initiativ till bildandet av kören, men den förste körledaren var Anton Widegren. Sedermera övertog Knut Dahlström kören. Efter Dahlström har kören letts av bland andra kantor Josef Lindström, musikdirektörerna Jan Pontén 1939-59, Hans Zimmergren 1966-2002, Ulf Tellin 2002-2015 och Lars Beckman 2015-2016. Det var först under Zimmergrens ledning som kören utökades från omkring 20 medlemmar till runt 50.
Förutom körsång vid gudstjänsterna har kören uppfört kantater och andra större musikaliska verk. Här kan bland annat nämnas ”Kantat vid församlingshemmets invigning” 1924, av Josef Jonsson, Romans ”Jubilate” vid installationen av kyrkoherde Knut Ericson 1942 samt Hans Zimmergrens kantat till Hedvigskörens 100-årsjubileum 1994 ”Det sjungande huset”, där texterna är hämtade från taket i Hedvigs kyrka. Andra större verk som kören sjungit är Carmina Burana 1975 och 1983, Messias av Händel, Johannespassionen och Juloratoriet av Bach, Årstiderna av Haydn 1996, Stabat Mater av Dvorak och Poulencs Gloria, som uppfördes tillsammans med Akademiska kören i Linköping 1997. På palmsöndagen 2011 uppfördes Matteuspassionen av Bach tillsammans med S:t Olai Motettkör och Matteus Vokalensemble. Den 28 april 2012 medverkade kören vid Norrköpings symfoniorkesters 100-årsjubileum i De Geerhallen. Verket som framfördes var Beethovens nionde symfoni.
Kören har givit ut två CD-skivor: ”Ett år i Hedvigs kyrka” 1999 och ”Alta Trinita beata” 2009. Dessutom medverkar kören på skivan ”Tre organister i Norrköping”, som utkom år 2000. 
Kören har medverkat vid ett stort antal TV-sända gudstjänster, bland annat vid den direktsända sorgemässan från Hedvigs kyrka under ledning av biskop Martin Lönnebo söndagen den 2 oktober 1994 efter Estonias förlisning, samt vid fyra gudstjänster där biskop Martin Lind predikade 2002.
Kören har företagit ett flertal resor inom och utanför Sverige och medverkat i bland andra Tammerfors domkyrka, Odense domkyrka, Peter- och Paulskyrkan i Kraków och hösten 2012 i Katedralen i Krk, Kroatien. Körens sista utlandsresa företogs i september 2015 och gick till Island.
Hedvigskören upplöstes formellt hösten 2016 och de flesta medlemmarna fortsatte att sjunga i den nybildade S:t Olofs oratoriekör, som verkar i S:t Olofs församling i Norrköping.